# Club Lawn Tennis de la Exposición
El Club Lawn Tennis de la Exposición fou un club de futbol peruà de la ciutat de Lima.

## Història
Va ser fundat el 27 de juny de 1884, per immigrants anglesos, presidit per Juan Gallagher, com a Lawn Tennis Lima, el 18 de setembre de 1904, com a Lawn Tennis de la Exposición. Participà per primer cop a la lliga peruana el 1927, guanyant la segona divisió, assolint l'ascens a primera. Tornà a ser campió de segona el 1929. El 1931 tornà a descendir i mai més tornà a primera divisió.

## Palmarès
- Segona divisió peruana de futbol: 
  - 1927, 1929